# Tapis baloutche
 (juillet 2016).
Le tapis Baloutche est un type de tapis persan. Contrairement à ce que son nom indique, ils ne sont pas fabriqués au Baloutchistan mais dans le Khorasan oriental et dans l'ouest de l'Afghanistan, par des peuplades baloutches.

## Description
Le tapis baloutche est surtout un tapis de prière. L'aspect général de la niche est la seule caractéristique commune de ces tapis, les décors utilisés sont extrêmement variés. Le motif le plus répandu figure une coupole de mosquée de chaque côté de la niche. D'autres exemplaires représentent un arbre de vie; et d'autres ont un décor très schématique, avec des losanges colorés.
Dans les baloutches qui ne sont pas des tapis de prière, on trouve aussi une grande variété de décors, et des motifs empruntés d'autres provenances, comme le gül  ou le minah-khani.
Les couleurs les plus employées sont le rouge et le bleu pour le champ et les motifs, ainsi que le beige (couleur du poil de chameau). Le blanc peut aussi être très employé, au point de parfois casser l'harmonie générale du tapis. Pour les couleurs de la bordure et des motifs, le jaune et l'orange reviennent souvent.